# Palo Alto de Abajo
Palo Alto de Abajo es una localidad del estado mexicano de Guanajuato. Es parte del municipio de Pénjamo.

## Demografía
| Gráfica de evolución demográfica |
|                                  |

| Censo | Población |
| ----- | --------- |
| 1900  | 406       |
| 1910  | 320       |
| 1921  | 343       |
| 1930  | 398       |
| 1940  | 420       |
| 1950  | 539       |
| 1960  | 780       |
| 1970  | 816       |
| 1980  | 1 028     |
| 1990  | 1 288     |
| 2000  | 1 175     |
| 2010  | 999       |
| 2020  | 1 062     |